# Casale Monferrato
Casale Monferrato (Ël Casal o Ël Casà de Monferrato en piamontés) es una ciudad italiana de la región del Piamonte en la provincia de Alessandria.

## Historia

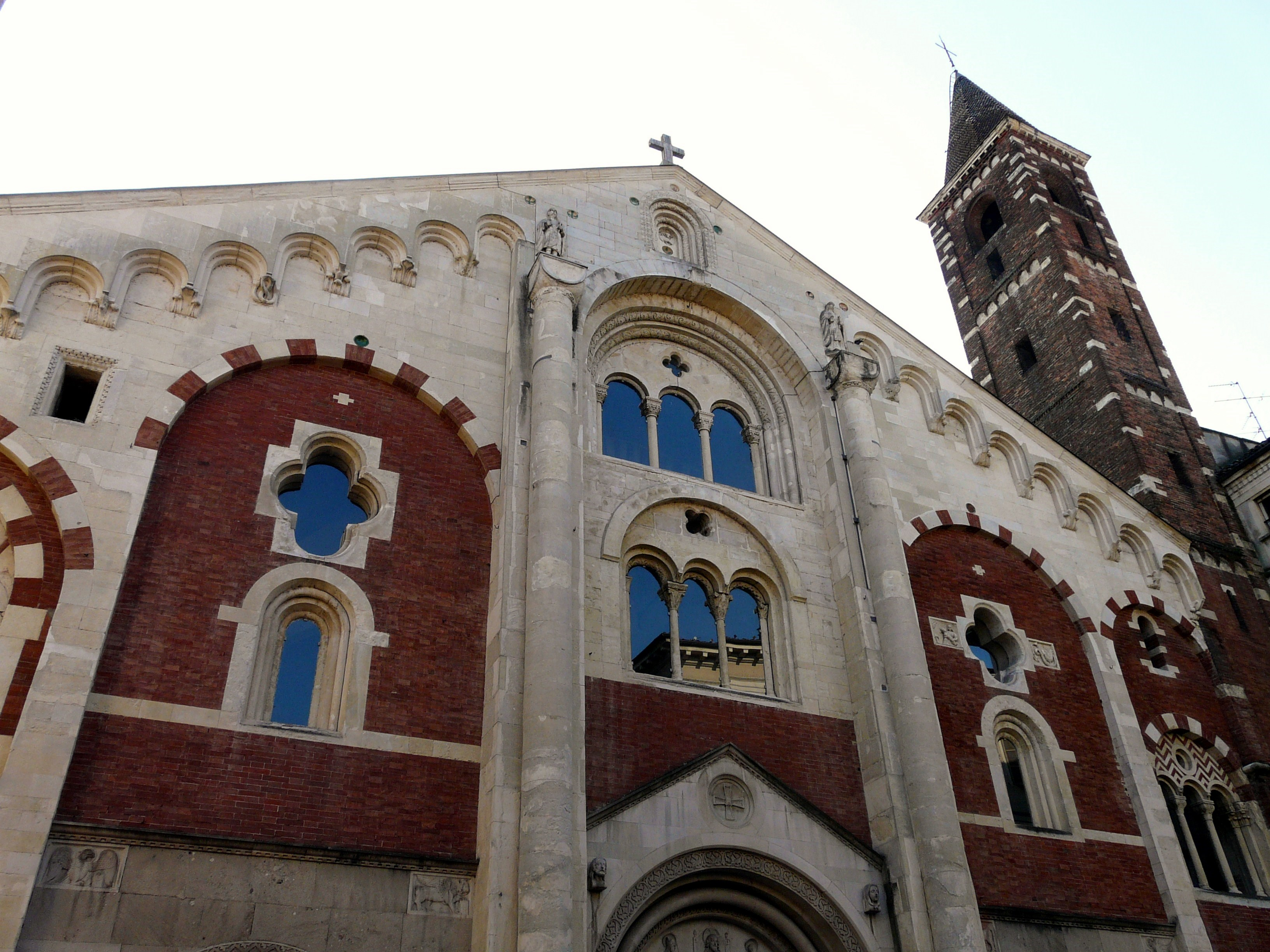
Catedral.

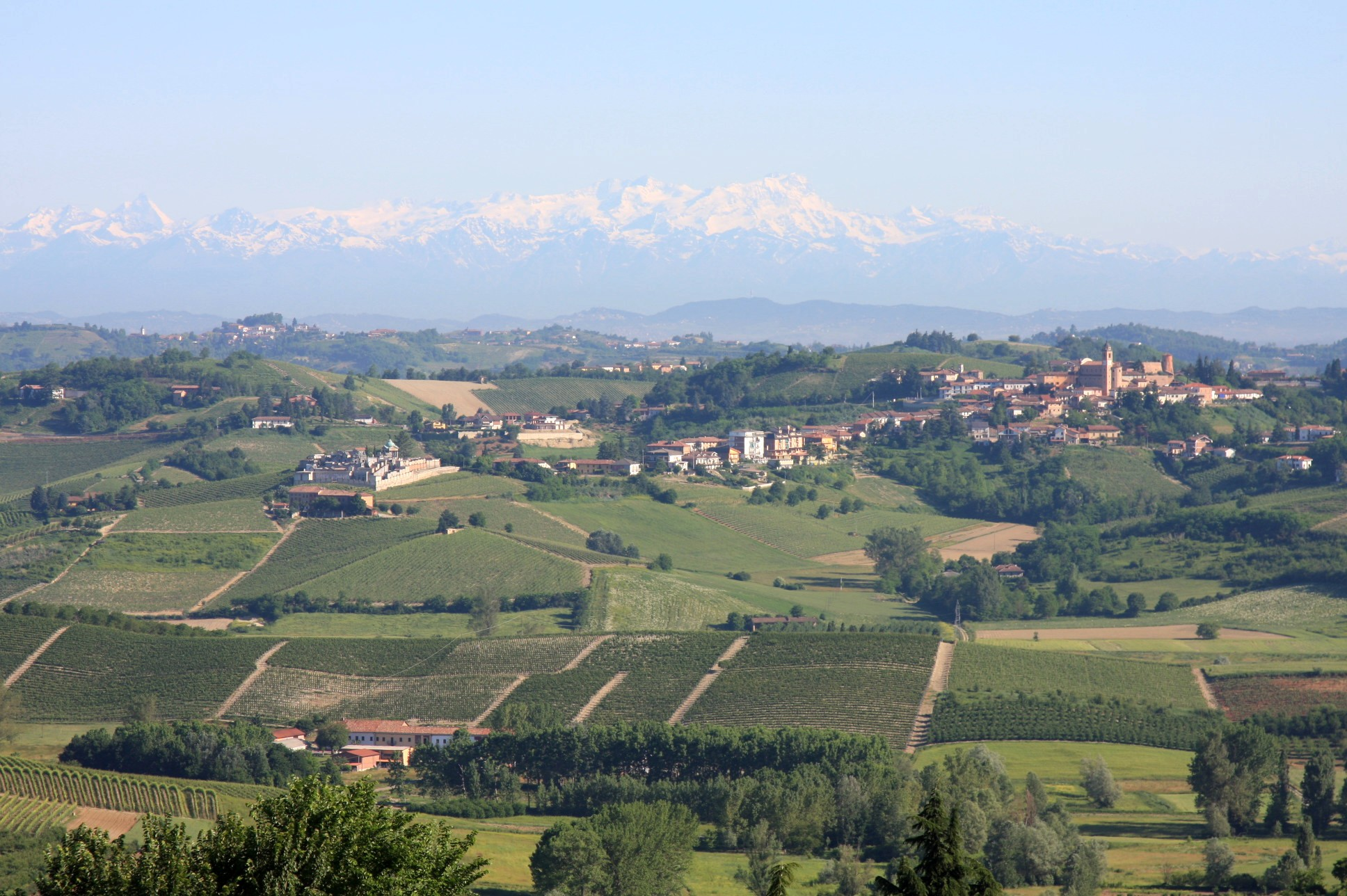
Colinas del Monferrato.

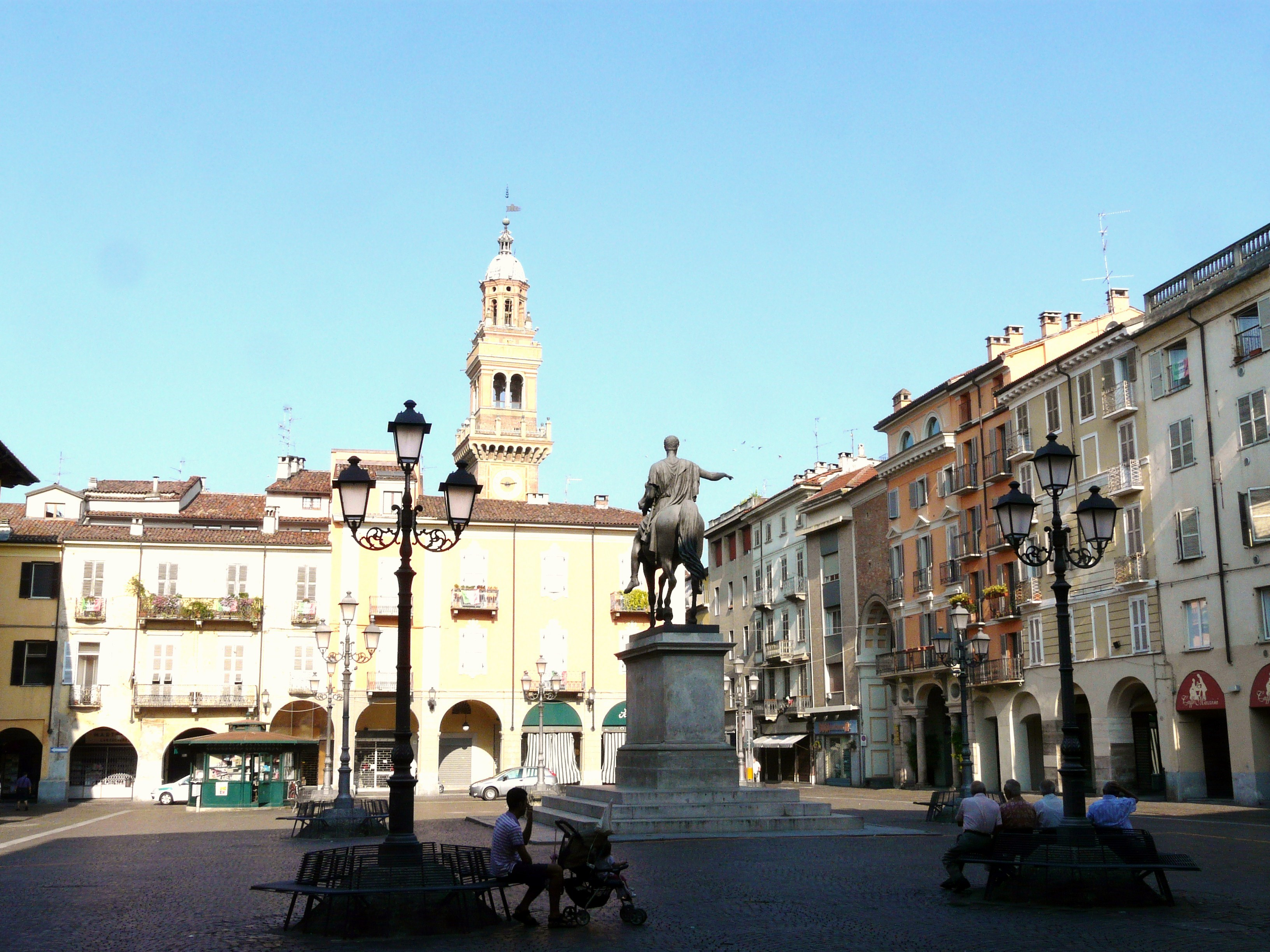
Plaza Mazzini y la Torre Civica.

El obispo de Asti, San Evasio, cristianizó la pequeña comunidad de Casale de Monferrato, que se rebautizó con el nombre de Casale di Sant'Evasio. En 1305, pasó a convertirse en capital del Marquesado, sin embargo, entre 1370 y 1404, cayó bajo el control de los Visconti, siendo devuelta a los marqueses de Monferrato. En 1474, alcanzó el título de ciudad. En 1559, pasó a manos de la familia Gonzaga de Mantua, realizándose en esa época la fortificación de la ciudadela. Ocupada por Francia en 1640, que la mantuvo mediante la Paz de Westfalia, fue recuperada por Carlos II de Gonzaga-Nevers con ayuda española en octubre de 1652.  En 1681, Carlos III vende la ciudad a Francia, que la mantuvo en su poder hasta 1695. En 1708 ante el apoyo de Carlos a los franceses durante la guerra de sucesión española. El Emperador José I le confisca el ducado y entrega la ciudad junto con el resto del Montferrato a Víctor Amadeo II de Saboya.
A nivel artístico Casale de Monferrato tuvo influencias barrocas y francesas, aún visibles en numerosos monumentos de la ciudad.

## Honores conferidos a la ciudad
La ciudad de Casale de Monferrato es la 13.ª entre las 27 ciudades condecorada con la Medalla de oro como: "Benemerite del Risorgimento nazionale" por la acción patriota realizada durante el "Resurgimiento". Periodo, llevado a cabo por la Casa de Saboya, comprendido entre las Revoluciones del 1848 y finales de la Primera Guerra Mundial en 1918.

## Evolución demográfica
| Gráfica de evolución demográfica de Casale Monferrato entre 1861 y 2021 |
|                                                                         |
| Fuente ISTAT - elaboración gráfica de Wikipedia                         |

## Personalidades ligadas a Casale de Monferrato
- Isabel de Mallorca y Aragón, reina nominativa de Mallorca como Isabel I, marquesa de Monferrato.
- Leonardo Bistolfi, escultor.
- Marcantonio Bobba, cardenal.
- Facino Cane, condotiero.
- Luigi Canina, arqueólogo y arquitecto.
- Ugo Cavallero, general.
- Familia Morelli di Popolo e Ticineto, militares ilustres.
- Cesare Maria De Vecchi, militar y político.
- Giovanni Lanza, político.
- Eleuterio Pagliano, pintor.
- Giampaolo Pansa, periodista y escritor.
- Ascanio Sobrero, químico.'
- Roberto Bolle, bailarín.
- Ubertino da Casale,  predicador y teólogo franciscano.

## Ciudades hermanadas
- Trnava, Eslovaquia, 1967.
- Weinstadt, Alemania, 2007.
- Pescara, Italia,2009.
- Gjirokastra, Albania, 2010.
- Granadero Baigorria, Argentina, 2020